# اسلوبودان دوباییچ
اسلوبودان دوباییچ (انگلیسی: Slobodan Dubajić؛ زادهٔ ۱۹ فوریهٔ ۱۹۶۳) بازیکن سابق فوتبال اهل صربستان است که در پست مدافع بازی می‌کرد.
از باشگاه‌هایی که در آن بازی کرده‌است می‌توان به باشگاه فوتبال اشتوتگارت اشاره کرد.